# Villy (Yonne)
Villy település Franciaországban, Yonne megyében. Lakosainak száma 102 fő (2022. január 1.). Villy Ligny-le-Châtel, La Chapelle-Vaupelteigne, Lignorelles és Maligny községekkel határos.

## Népesség
A település népessége az elmúlt években az alábbi módon változott:
| Lakosok száma | 105  | 105  | 108  | 107  | 109  | 112  | 114  | 108  | 102  |
|               | 2013 | 2015 | 2016 | 2017 | 2018 | 2019 | 2020 | 2021 | 2022 |